# ファルコン (番組制作会社)
株式会社ファルコン（英称：FALCON Co., ltd.）は、東京都港区赤坂に所在する番組制作会社。TBS系のテレビ番組（情報・バラエティ）を中心となりほとんど手がけている。

## 概要
イーストに所属していたディレクター（後にプロデューサー）の壁谷政彦が立ち上げた制作会社で、主にTBS関連の番組制作が多い。

## 会社概要

### 所在地・設立年月日
- 本社 - 〒107-0052 東京都港区赤坂9-5-26 赤坂ハイツ401
- 登記上本店 - 〒330-0842 埼玉県さいたま市大宮区浅間町2-293

### 役員
- 代表取締役：壁谷政彦＜プロデューサー＞
- 取締役 (常勤)：西沢雅文＜プロデューサー＞、壁谷真由美
- 監査役：壁谷正己

## 主な制作作品

### テレビ番組
（凡例）太字：現在放映中の番組及び特番継続中の番組。